# Навасеррада (Мадрид)
Навасеррада (ісп. Navacerrada) — муніципалітет в Іспанії, у складі автономної спільноти Мадрид. Населення — 2765 осіб (2010).

## Географія
Муніципалітет розташований на відстані близько 43 км на північний захід від Мадрида.
На території муніципалітету розташовані такі населені пункти: (дані про населення за 2010 рік)
- Навасеррада: 2762 особи
- Лос-Альморчонес: 3 особи
- Ла-Барранка: 0 осіб

### Клімат
Громада знаходиться у зоні, котра характеризується середземноморським кліматом. Найтепліший місяць — серпень із середньою температурою 16.3 °C (61.3 °F). Найхолодніший місяць — січень, із середньою температурою -0.6 °С (30.9 °F).
| Клімат Навасерради      | Клімат Навасерради | Клімат Навасерради | Клімат Навасерради | Клімат Навасерради | Клімат Навасерради | Клімат Навасерради | Клімат Навасерради | Клімат Навасерради | Клімат Навасерради | Клімат Навасерради | Клімат Навасерради | Клімат Навасерради | Клімат Навасерради |
| Показник                | Січ.               | Лют.               | Бер.               | Квіт.              | Трав.              | Черв.              | Лип.               | Серп.              | Вер.               | Жовт.              | Лист.              | Груд.              | Рік                |
| Середній максимум, °C   | 2                  | 2,5                | 4,7                | 5,7                | 10,2               | 16,3               | 21,2               | 21,2               | 16,6               | 9,8                | 5,4                | 3,2                | 9,9                |
| Середня температура, °C | −0,6               | −0,2               | 1,5                | 2,5                | 6,5                | 11,9               | 16,2               | 16,3               | 12,4               | 6,7                | 2,8                | 0,7                | 6,4                |
| Середній мінімум, °C    | −3,1               | −2,9               | −1,7               | −0,8               | 2,8                | 7,5                | 11,3               | 11,3               | 8,2                | 3,6                | 0,2                | −1,7               | 2,9                |
| Норма опадів, мм        | 141                | 116                | 92                 | 138                | 142                | 71                 | 33                 | 24                 | 63                 | 143                | 186                | 176                | 1326               |
| Днів з опадами          | 12                 | 11                 | 10                 | 13                 | 13                 | 8                  | 4                  | 3                  | 7                  | 11                 | 12                 | 13                 | 118                |
| Днів зі снігом          | 13                 | 12                 | 11                 | 13                 | 5                  | 1                  | 0                  | 0                  | 1                  | 3                  | 8                  | 11                 | 78                 |
| Вологість повітря, %    | 82                 | 83                 | 78                 | 81                 | 76                 | 66                 | 54                 | 54                 | 65                 | 81                 | 83                 | 83                 | 74                 |
| ----------------------- | ------------------ | ------------------ | ------------------ | ------------------ | ------------------ | ------------------ | ------------------ | ------------------ | ------------------ | ------------------ | ------------------ | ------------------ | ------------------ |
| Джерело: Weatherbase    |                    |                    |                    |                    |                    |                    |                    |                    |                    |                    |                    |                    |                    |

## Демографія
Динаміка населення (INE ):

## Галерея зображень

Розташування муніципалітету у автономній спільноті Мадрид